# Yū Abiru
Yū Abiru (jap. あびる優 Abiru Yū; ur. 4 lipca 1986 w Ōmuta) – japońska idolka, aktorka i piosenkarka. Wychowywała się w Tokio.

## Życiorys
Abiru urodziła się w Ōmuta, prefektura Fukuoka, a wychowała w Tokio.
Jej matką jest była aktorka Kimiko Nakayama, a ojciec dentystą.
Jest byłą członkinią zespołu LICCA.
Jej dobrą przyjaciółką jest aktorka Erika Sawajiri.
14 września 2014 roku oświadczyła, że poślubi zawodnika mieszanych sztuk walki Kizaemona Saige.
5 maja 2015 r. Abiru urodziła dziewczynkę, która jest jej pierwszym dzieckiem.
Rozwiodła się z mężem 4 grudnia 2019 roku, a opinię publiczną poinformowała o tym 13 grudnia tego samego roku.

## Filmografia

### Filmy
- Cult (2013) jako Yū Abiru
- Hebi ni Piasu (2008)
- Tomie vs Tomie (2007)
- Koibone (2005)
- Mail (2004)

### Anime
- Kaleido Star jako Charlotte (2003 – 2004)